# 東洋エンジニアリング
東洋エンジニアリング株式会社（とうようエンジニアリング、英: TOYO ENGINEERING CORPORATION、略称TEC）は、千葉県千葉市美浜区に本社を置く、三井グループの大手エンジニアリング会社である。東京証券取引所プライム市場上場。
日揮、千代田化工建設と併せて「エンジニアリング専業三社」、あるいは「エンジニアリング御三家」と呼ばれる。

## 概要
石油精製、石油化学、肥料製造、船上プラント（FPSO）、発電所、鉄道などの大規模プラントおよびインフラ設備の設計、購買、建設一括請負（Engineering、Procurement、Constructionの頭文字を取ってEPC契約と称する）業務で国内外に多くの実績を持つ、三井系のエンジニアリング会社。三井化学株式会社のプラント部門が独立した経緯から、エチレンプラントや肥料プラントの建設に強みを持つ。

## 沿革
- 1944年（昭和19年）11月1日 - 寿商事株式会社を設立。
- 1961年（昭和36年）5月1日 - 東洋高圧工業（現・三井化学）の工務部門を分離独立、大成建設、三井物産との三社の出資により、東洋エンジニアリング設立。
- 1962年（昭和37年）- 米国ルーマス社と業務提携。
- 1965年（昭和40年）- エチレンプラント第1号受注。
- 1979年（昭和54年）4月1日 -  株式の額面金額を変更するための法律上の手続として、休眠会社であった同一商号の東洋エンジニアリング株式会社（合併会社、1971年12月に寿商事株式会社より商号変更）に吸収合併。
- 1980年（昭和55年）11月 - 東京証券取引所第2部上場。
- 1982年（昭和57年）9月 - 東証1部に指定替え。
- 1987年（昭和62年）- 株式会社テクノフロンティア（のち、テックプロジェクトサービス株式会社）を設立。
- 1999年（平成11年）4月 - システムインテグレーション事業を、東洋ビジネスエンジニアリング株式会社として分離独立。
- 2006年（平成18年）5月 - 第三者割当増資により、三井物産が筆頭株主に。
- 2012年（平成24年）7月 - 前年の創立50周年を機に、シンボルマークを刷新。
- 2019年 TOYOグループスローガン “Your Success, Our Pride.” 制定。
- 2020年 SDGsマテリアリティ制定。
- 2021年 新中期経営計画（2021～2025）始動。
- 2025年 本社を習志野市茜浜二丁目8番1号から千葉市美浜区中瀬1丁目1番地の幕張テクニカルセンターへ移転。

## 歴代社長
- 阿部喜市：1961年5月 - 1968年5月
- 内藤雅喜：1968年5月 - 1982年6月
- 桜井正雄：1982年6月 - 1987年
- 上床珍彦：1987年6月 - 1994年
- 園田保男：1994年 - 1999年
- 広瀬俊彦：1999年 - 2004年
- 山田豊：2004年 - 2012年
- 石橋克基：2012年 - 2015年
- 中尾清：2015年 - 2018年
- 永松治夫：2018年 - 2023年
- 細井栄治：2023年 -（現職）

## 本社所在地
- 本社 - 千葉県千葉市美浜区中瀬1丁目1番地
- 東京本社 - 東京都港区西新橋一丁目1番1号　日比谷フォートタワー16階[2]

## 出来事
- 1972年11月29日、社員2人が欧州方面へ出張中、モスクワで日本航空シェレメーチエヴォ墜落事故に遭遇して死亡[3]。